# Psylloglyphus parapsyllus
Psylloglyphus parapsyllus (лат.) — вид микроскопических клещей семейства Winterschmidtiidae из отряда Astigmata.
Длина тела около 0,2 мм. Новая Зеландия (Motunau Island, в 60 км от Крайстчерча). Форетические дейтонимфы (гипопусы, hypopi) обнаружены в гнёздах малых пингвинов (Eudyptula minor albosignata). Дейтонимфы также найдены на блохах Parapsyllus longicornis, обнаруженных в гнёздах этих пингвинов, а также на блохах Parapsyllus jacksoni, обнаруженных в гнёздах Pachyptila turtur, в той же местности.
Вид стал первым в составе рода Psylloglyphus Fain, 1966, у которого были описаны взрослые формы самцов и самок (ранее род был известен только по дейтонимфам).